# Germán VII de Baden-Baden
Germán VII, margrave de Baden-Baden, apodado el Reloj, (1266 - 12 de julio de 1291) era un hijo de Rodolfo I y su esposa, Cunegunda de Eberstein (h. 1230-12 de abril de 1284/90 en Lichtenthal), la hija del conde Otón de Eberstein. Después de que su padre muriera en 1288, gobernó el margraviato de Baden junto con sus hermanos Hesso, Rodolfo II y Rodolfo III, hasta su muerte.
En 1291, recibió algunas posesiones, incluyendo Bietigheim del monasterio de Weissenburgo.
Falleció el 12 de julio de 1291 y fue enterrado en la abadía de Lichtenthal en Baden-Baden.
Se casó antes del 6 de octubre de 1278 con Inés de Truhendingen (m. después del 15 de marzo de 1309). Tuvieron esta descendencia:
- Federico II (m. 22 de junio de 1333)
- Rodolfo IV (m. 25 de junio de 1348)
- Germán VIII (m. 1296)
- Juta (m. 1327)